# Пречани
Пречани је назив који се користио крајем 19. и почетком 20. века за Србе, који су живели преко Дрине, Саве и Дунава, тј. изван северних и западних граница Краљевине Србије, у данашњој Војводини, Хрватској и Босни и Херцеговини. Израз су углавном користили Срби из Краљевине Србије и није га користило становништво на које се то име односило.
Израз Пречани је почео да се користи у 19. веку након оснивања Кнежевине Србије за Србе у Хабзбуршкој монархији. Тај термин се није користио за Србе у Црној Гори, а ни за оне који су живели у Новопазарском санџаку или другде у Османском царству.
Касније су, у 20. веку, Пречани постали значајан политички фактор који је учествовао у оснивању Државе Словенаца, Хрвата и Срба као и присаједињењу Баната, Бачке и Барање Краљевини Србији. У првој Југославији, Самостална демократска странка, њихова политичка странка, била је важан чинилац у домаћој политици. Након инвазије Сила осовине на Југославију, Пречани су били главна мета прогона које су спроводиле НДХ и Хортијева Мађарска.